# Магура (заповідне урочище, Рожнятівський район)
Ма́гура — заповідне урочище в Україні. Об'єкт природно-заповідного фонду Івано-Франківської області. 
Розташоване в межах Рожнятівського району Івано-Франківської області, на південь від села Ілемня. 
Площа 12 га. Статус надано згідно з рішенням облвиконкому від 15.01.1979 року № 13. Перебуває у віданні ДП «Брошнівський лісгосп» (Ілемнянське л-во, кв. 19, вид. 15). 
Статус надано для збереження рештків буково-ялицево-смерекового та букового пралісу, що зростає на схилах гори Магура (гірський масив Ґорґани). Насадження мають еталонне значення. 